# Čiprovački tepih
Čiprovački tepih (bugarski: Чипровски килим) je vrsta ručno rađenog tepiha koji je potpuno simetričan, te važan dio bugarske nacionalne baštine, umjetnosti i obrta. Nazvan je prema mjestu Čiprovci u sjeveroistočnoj Bugarskoj gdje je nastala ova tradicija tkanja tepiha u 17. stoljeću. 

## Povijest
Proizvodnja tepiha je odigrala ključnu ulogu u oživljavanju naselja Čiprovci 1720-ih, nakon razaranja po neuspjelom Čiprovačkom ustanku protiv osmanske vladavine 1688. god. Zapadnjački putopisac Ami Boué, koji je posjetio Chiprovce 1836. – 1838. god., izvijestio je kako ga prave „uglavnom mlade djevojke, u skloništima ili u hodnicima. One zarađuju samo pet franaka mjesečno, a plaća je prije bila čak i manja”. Do 1868. godine, godišnja proizvodnja tepiha u Čiprovcima je nadmašiola 14.000 četvornih metara.
Godine 1896., gotovo 1.400 žena iz Čiprovaca i okoline su sudjelovale u proizvodnji tepiha. God. 1920., mještani su osnovali manufakturno društvo tkalaca, prvo takve vrste u zemlji. I danas je ova proizvodnja dominantna u gradu koji i na svom grbu ima ovaj tepih.

## Odlike
Gotovo svako domaćinstvo u gradu posjeduje vertikalni tkalački stan koji žene koriste kako bi stvorili tapiserije koje se tradicionalno koriste kao podne obloge. Tkalac uzima nekoliko niti svojom lijevom rukom, te ih isprepleće vretenom u vertikalne niti koristeći mali bat kojim zateže tkanje. Muškarci se obično uključuju proizvodnjom, preradom i bojenjem vune. Prirodno obojena pređa daje tepisima nježne pastelne tonove, a kemijske boje svjetlije nijanse žute, smeđe, crvene plave i zelene. Gotovi tepisi su poznati po svom sastavu, ukrasnim motivima i bojama.
Tkanje tepiha ide ruku pod ruku s uvjerenjima, verbalnim formulama i ritualnim običajima. Tkalci izgovaraju molitve i želje za uspjehom prije početka tkanja tepiha, te pjevaju i pričaju priče dok se radi na razboju. Proces prijenosa baštine se odvija neformalno od majke i bake na kćeri, često zajedničkim radom na velikim tepisima.

## Vanjske poveznice
- Video primjeri na You Tube (engl.)
- The Torlaks (engl.) konak, mehana i proizvodnja tepiha u Čiprovcima